# Α-葎草烯
α-葎草烯（英语：Humulene），又名蛇麻烯或α-石竹烯，是天然存在的单环倍半萜，分子式C15H24，可看作三个异戊二烯单元构成，分子有三个非共轭双键。
葎草烯最早从啤酒花（葎草属，学名：Humulus）精油发现，因此得名。葎草烯有个双环的同分异构体β-石竹烯，在很多有香气植物中，都能提取出兩者的混合物。

## 发现

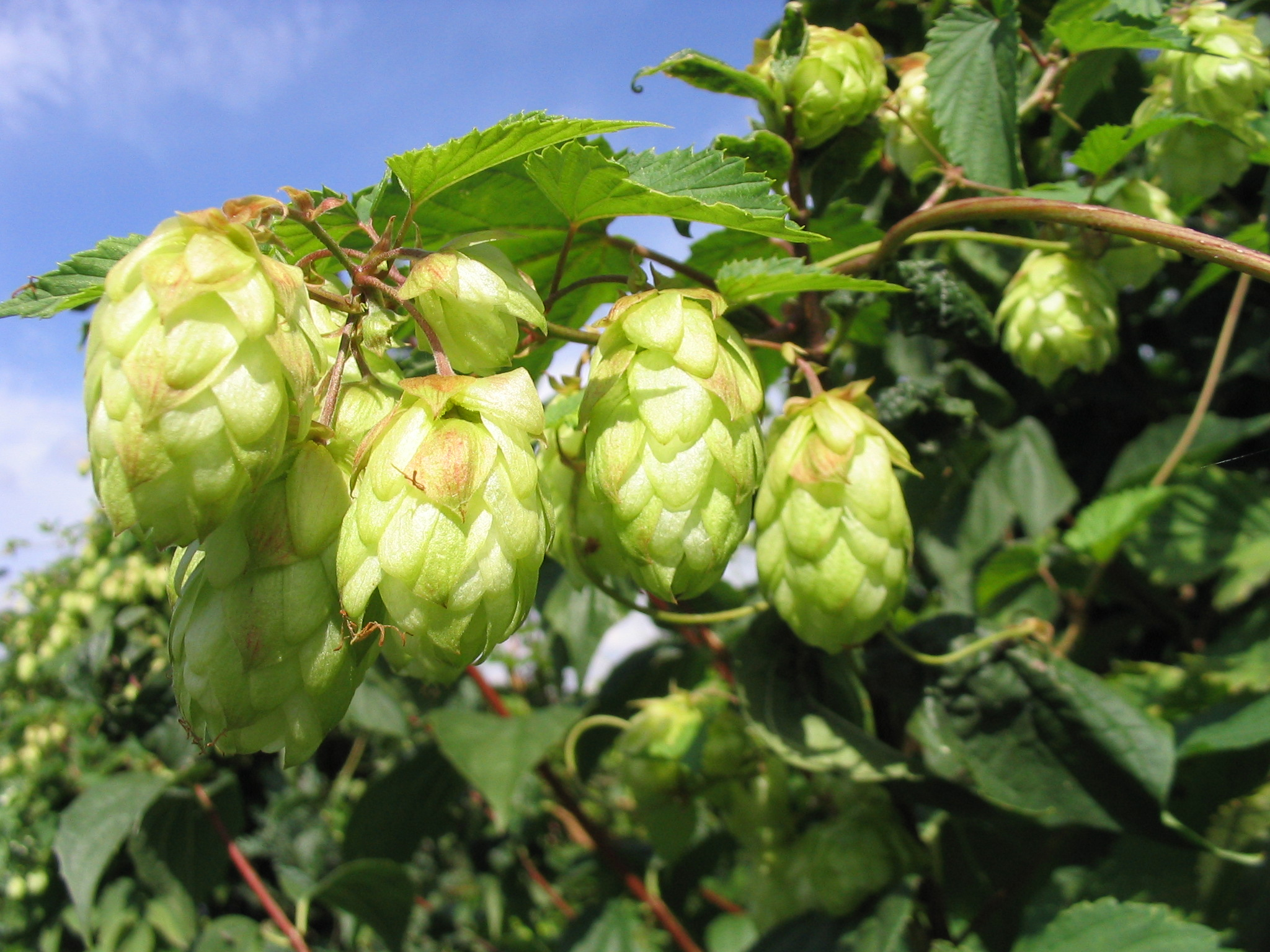
蛇麻

葎草烯是蛇麻花精油成分之一，其浓度根据品种不同而变，最高可占精油40%。酿啤酒过程中会产生多种葎草烯的环氧化物，根据GC-MS及气味分析研究，葎草烯环氧衍生物水解会散发出啤酒花香气。

## 分布
葎草烯与β-石竹烯在各大洲的许多植物中都能找到，能釋放葎草烯的植物有松树、橘园、烟草 和向日葵。在芳香气氛的植物精油中也能找到葎草烯，如药用鼠尾草 、乌药、人参属的三七、花旗参 、留兰香（可占精油29.9 %）、姜科植物、雾社木姜子（一种中国月桂树）、erva baleeira（马鞭草科一种灌木，位于南美洲沿海）的叶片提取物中可達4 %，另有25%反式石竹烯是越南香菜和大麻属植物的香气成分。

## 合成
葎草烯衍生自法尼基焦磷酸（FPP），FPP合成葎草烯过程由倍半萜合成酶催化，FPP脫焦磷酸基团後产生烯丙基阳离子。

实验室合成葎草烯的方法有很多，如模拟生物合成从法尼醇合成葎草烯（Corey合成）；闭合大环化合物不同位置的碳－碳键；钛催化羰基偶联反应（McMurry合成）；烯丙基卤化物和受保护羟腈阴离子内烷基化（Takahashi合成）等。有研究报道了更简单构建碳－碳键和环结构的方法，用四部份组装和钯介导环化两步合成。
葎草烯上两个已取代双键更活潑，计算结果顯示有四种不同构象。

## 应用
有研究报道植物精油的葎草烯有潜在抗炎作用。2015年，巴西研究员用气相色谱法证明鼠尾草叶油的葎草烯可抑制埃及伊蚊繁殖。

## 备注
1. ↑  下文中如无说明，皆以葎草烯指代α-葎草烯。